# Sinophorus minutus
Sinophorus minutus là một loài tò vò trong họ Ichneumonidae.